# 丹尼尔·凯撒
阿什顿·杜马·诺威尔·西蒙兹（1995年4月5日-），艺名丹尼尔·凯撒（英語：Daniel Caesar），是加拿大歌手兼词曲作家。在独立发行了两张广受好评的迷你专辑《Praise Break》（2014年）和《Pilgrim's Paradise》（2015年）后，凯撒于2017年8月发行了他的首张录音室专辑《Freudian》，这张专辑获得了广泛的好评。他于2019年6月发行了第二张录音室专辑《Case Study 01》。2021年3月，凯撒与吉旺一起出现在贾斯汀·比伯的单曲《Peaches》中，这是他第一首在美国告示牌百强单曲榜上排名第一的歌曲。凯撒于2023年4月发行了他的第三张录音室专辑《Never Enough》，这是他在共和唱片旗下发行的第一张专辑。

## 生平和职业生涯
阿什顿·杜马·诺威尔·西蒙兹（Ashton Dumar Norwill Simmonds）于1995年4月5日出生于士嘉堡区的多伦多，安大略省，并在奥沙瓦长大。他是家中的次子，母亲是霍拉斯·伯内特-西蒙兹（Hollace Burnett-Simmonds），父亲是诺威尔·西蒙兹（Norwill Simmonds），一位牧师和福音歌手，曾在高中时期在牙买加发行过他的第一张专辑。凯撒曾就读于基督复临安息日会和奥沙瓦的私立学校。他有巴巴多斯和牙买加血统。
凯撒在教堂长大，在他父亲位于奥沙瓦的教会唱诗班唱歌。他听着灵魂乐和福音乐长大，音乐和宗教对他的成长有着重要的影响，尽管他的父母对音乐带来的诱惑持谨慎态度。凯撒渴望去城市生活，那里离他的家有一个小时的车程。
17岁时，凯撒在高中毕业周末与父亲发生争吵后被赶出家门；在这段时间里，他曾短暂地无家可归。他觉得除了追求音乐之路之外别无选择。离开家后，他开始四处演出。他与制作人兼未来的合作伙伴乔丹·埃文斯和马修·伯内特建立了联系，并开始创作和录制他2014年的首张迷你专辑《Praise Break》；这张专辑被《滚石》评为“2014年20佳节奏布鲁斯专辑”的第19名，并被Noisey加拿大评为2014年最佳项目。
凯撒的职业生涯在2015年随着他的第二张迷你专辑《Pilgrim's Paradise》的发行而声名鹊起。这张专辑获得了评论界的好评，虽然没有立即取得商业上的成功，但像《Streetcar》这样的歌曲，翻唱自坎耶·韦斯特2008年的歌曲《Street Lights》，已经成为了歌迷的最爱。
2017年8月25日，凯撒发行了他的首张专辑《Freudian》，其中包括单曲《Get You》、《We Find Love》和《Blessed》。这张专辑入围了2018年北极星音乐奖的最终候选名单。在第60届格莱美奖上，凯撒凭借《Get You》获得了格莱美奖最佳节奏布鲁斯专辑和格莱美奖最佳节奏布鲁斯歌曲两项提名。在第61届格莱美奖上，凯撒凭借单曲《Best Part》赢得了最佳节奏布鲁斯歌曲奖。2021年3月19日，凯撒与美国创作歌手吉旺一起出现在加拿大歌手贾斯汀·比伯的单曲《Peaches》中，这首歌收录在后者第六张录音室专辑《Justice》中，并成为凯撒在美国告示牌百强单曲榜上的首支冠军单曲。
凯撒于2023年4月7日通过共和唱片发行了他的第三张录音室专辑《Never Enough》。

## 艺术风格

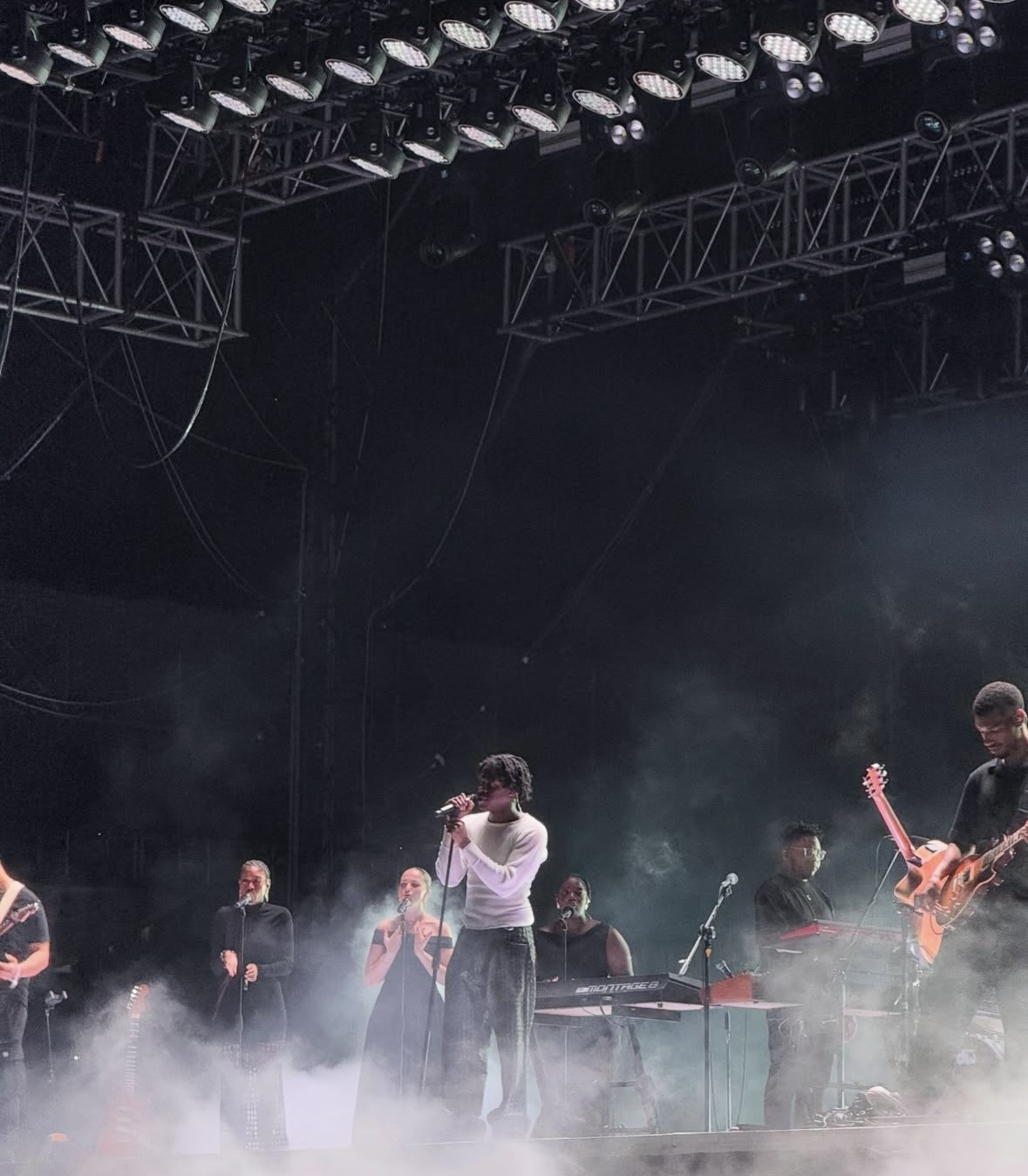
丹尼尔·凯撒于2025年在马尼拉的Wanderland音乐节表演

凯撒的音乐受灵魂乐和福音音乐的影响。他的音乐取材于他的童年经历，并将它们与节奏布鲁斯和电子乐融合在一起，而他的歌词则探讨了宗教、哲学和单恋的主题。在他的音乐中，他经常引用哲学概念。他的歌声在每首曲目中都会改变，经常会变成一种安静、内省的轻快风格。凯撒说：“在我成长的宗教环境中，重点是保持安静，尽可能少地关注自己，而是将所有注意力都集中在你所说的话上。现在，情况正好相反。”凯撒称弗兰克·奥申、坎耶·韦斯特、碧昂丝和大门乐队主唱吉姆·莫里森是他的音乐和风格灵感来源。
凯撒与制作人马修·伯内特和乔丹·埃文斯密切合作，他与他们共同创立了自己的独立厂牌Golden Child Recordings，并自2015年以来与他们共同制作了几乎所有音乐。凯撒还是一个由多伦多音乐家和词曲作家组成的非正式合作组织的成员，其中包括里弗·泰伯、坏坏乐团和夏洛特·戴·威尔逊等人。

## 个人生活
2019年3月，凯撒因在Instagram直播中为他的朋友Julieanna Goddard辩护而受到强烈反对。Goddard因其对黑人的种族主义言论，尤其是针对黑人女性的言论而受到批评。他后来为自己的言论道歉。

## 作品列表
- 《Freudian》 (2017年)
- 《Case Study 01》 (2019年)
- 《Never Enough》 (2023年)

## 奖项与提名
| 奖项              | 年份 | 作品                                    | 类别                                       | 结果 | Ref.          |
| ----------------- | ---- | --------------------------------------- | ------------------------------------------ | ---- | ------------- |
| 全美音乐奖        | 2021 | 《Peaches》(与 贾斯汀·比伯 和 吉旺)     | 年度合作                                   | 提名 | [ 28 ]        |
| 黑人娱乐电视奖    | 2017 | 丹尼尔·凯撒                             | 国际观众选择奖                             | 提名 | [ 29 ]        |
| 黑人娱乐电视奖    | 2018 | 丹尼尔·凯撒                             | 最佳男节奏布鲁斯/流行艺人                  | 提名 | [ 30 ]        |
| 黑人娱乐电视奖    | 2018 | 丹尼尔·凯撒                             | 最佳新人                                   | 提名 | [ 30 ]        |
| 告示牌音乐奖      | 2022 | 《Peaches》                             | 最佳合作                                   | 提名 | [ 31 ]        |
| 告示牌音乐奖      | 2022 | 《Peaches》                             | 最佳节奏布鲁斯歌曲                         | 提名 | [ 31 ]        |
| 格莱美奖          | 2018 | 《Freudian》                            | 格莱美奖最佳节奏布鲁斯专辑                 | 提名 | [ 32 ]        |
| 格莱美奖          | 2018 | 《Get You》 (与 卡莉·乌奇斯)            | 格莱美奖最佳节奏布鲁斯歌曲                 | 提名 | [ 32 ]        |
| 格莱美奖          | 2019 | 《Best Part》 (与 H.E.R.)               | 格莱美奖最佳节奏布鲁斯歌曲                 | 獲獎 | [ 33 ] [ 34 ] |
| 格莱美奖          | 2020 | 《Love Again》 (与 Brandy)              | 格莱美奖最佳节奏布鲁斯歌曲                 | 提名 | [ 35 ]        |
| 格莱美奖          | 2022 | 《Justice》 (作为特邀艺人及词曲作家)    | 年度专辑                                   | 提名 | [ 32 ]        |
| 格莱美奖          | 2022 | 《Peaches》                             | 年度制作                                   | 提名 | [ 32 ]        |
| 格莱美奖          | 2022 | 《Peaches》                             | 年度歌曲                                   | 提名 | [ 32 ]        |
| 格莱美奖          | 2022 | 《Peaches》                             | 最佳节奏布鲁斯歌曲                         | 提名 | [ 32 ]        |
| 格莱美奖          | 2022 | 《Peaches》                             | 最佳音乐录影带                             | 提名 | [ 32 ]        |
| iHeartRadio MMVAs | 2017 | 丹尼尔·凯撒                             | 加拿大最佳新人                             | 提名 | [ 36 ]        |
| iHeartRadio音乐奖 | 2019 | 丹尼尔·凯撒                             | 年度节奏布鲁斯艺人                         | 提名 | [ 37 ]        |
| iHeartRadio音乐奖 | 2022 | 《Peaches》                             | 年度歌曲                                   | 提名 | [ 38 ]        |
| iHeartRadio音乐奖 | 2022 | 《Peaches》                             | 最佳合作                                   | 提名 | [ 38 ]        |
| iHeartRadio音乐奖 | 2022 | 《Peaches》                             | 最佳音乐录影带                             | 提名 | [ 38 ]        |
| 朱诺奖            | 2017 | 《Pilgrim's Paradise》                  | 年度节奏布鲁斯/灵魂乐录音                  | 提名 | [ 39 ]        |
| 朱诺奖            | 2018 | 丹尼尔·凯撒                             | 年度艺人                                   | 提名 | [ 40 ]        |
| 朱诺奖            | 2018 | 《Freudian》                            | 年度节奏布鲁斯/灵魂乐录音                  | 獲獎 | [ 40 ]        |
| 朱诺奖            | 2020 | 《Case Study 01》                       | 年度节奏布鲁斯/灵魂乐录音                  | 提名 | [ 41 ]        |
| 朱诺奖            | 2022 | 《Peaches》                             | 年度单曲                                   | 提名 | [ 42 ]        |
| 朱诺奖            | 2023 | 《Please Do Not Lean》 (feat. 坏坏乐团) | 年度传统节奏布鲁斯/灵魂乐录音              | 提名 | [ 43 ]        |
| MTV欧洲音乐奖     | 2021 | 《Peaches》                             | 最佳歌曲                                   | 提名 | [ 44 ]        |
| MTV欧洲音乐奖     | 2021 | 《Peaches》                             | 最佳录影带                                 | 提名 | [ 44 ]        |
| MTV音乐录影带大奖 | 2021 | 《Peaches》                             | 最佳流行音乐录影带                         | 獲獎 | [ 45 ]        |
| MTV音乐录影带大奖 | 2021 | 《Peaches》                             | 最佳合作                                   | 提名 | [ 45 ]        |
| MTV音乐录影带大奖 | 2021 | 《Peaches》                             | 最佳剪辑                                   | 提名 | [ 45 ]        |
| MTV音乐录影带大奖 | 2021 | 《Peaches》                             | 夏日歌曲                                   | 提名 | [ 45 ]        |
| 人民选择奖        | 2021 | 《Peaches》                             | 2021年度歌曲                               | 提名 | [ 46 ]        |
| 人民选择奖        | 2021 | 《Peaches》                             | 2021年度音乐录影带                         | 提名 | [ 46 ]        |
| 人民选择奖        | 2021 | 《Peaches》                             | 2021年度合作歌曲                           | 提名 | [ 46 ]        |
| 灵魂列车音乐奖    | 2018 | 丹尼尔·凯撒                             | 最佳新人                                   | 獲獎 | [ 47 ]        |
| 灵魂列车音乐奖    | 2018 | 丹尼尔·凯撒                             | 最佳节奏布鲁斯/灵魂乐男艺人                | 提名 | [ 47 ]        |
| 灵魂列车音乐奖    | 2018 | 《Broken Clocks》(作为词曲作家)         | The Ashford And Simpson Songwriter's Award | 提名 | [ 47 ]        |
| 灵魂列车音乐奖    | 2018 | 《Best Part》(featuring H.E.R.)         | The Ashford And Simpson Songwriter's Award | 提名 | [ 47 ]        |
| 灵魂列车音乐奖    | 2018 | 《Best Part》(featuring H.E.R.)         | 最佳合作表演                               | 獲獎 | [ 47 ]        |
| 灵魂列车音乐奖    | 2019 | 丹尼尔·凯撒                             | Soul Train Certified Award                 | 提名 | [ 48 ]        |
| 灵魂列车音乐奖    | 2019 | 丹尼尔·凯撒                             | 最佳节奏布鲁斯/灵魂乐男艺人                | 提名 | [ 48 ]        |

### 其他奖项
| 年份 | 颁奖典礼                       | 提名人/作品                       | 奖项                 | 结果         | Ref.   |
| ---- | ------------------------------ | --------------------------------- | -------------------- | ------------ | ------ |
| 2016 | 北极星音乐奖                   | 《Pilgrim's Paradise》            | –                    | 入圍初选名单 | [ 49 ] |
| 2018 | 北极星音乐奖                   | 《Freudian》                      | –                    | 入圍短名單   | [ 50 ] |
| 2020 | 北极星音乐奖                   | 《Case Study 01》                 | –                    | 入圍初选名单 | [ 51 ] |
| 2023 | 北极星音乐奖                   | 《Never Enough》                  |                      | 入圍短名單   | [ 52 ] |
| 2016 | SOCAN词曲创作奖                | 《Paradise》 (featuring 坏坏乐团) | –                    | 提名         | [ 53 ] |
| 2017 | SOCAN词曲创作奖                | 《Won't Live Here》               | –                    | 提名         | [ 53 ] |
| 2021 | MTV千禧年奖                    | 《Peaches》                       | 全球热门歌曲         | 提名         |        |
| 2021 | MTV千禧年奖 (巴西)             | 《Peaches》                       | 全球热门歌曲         | 提名         |        |
| 2021 | MTV Video Play Awards          | 《Peaches》                       | 获奖视频             | 獲獎         |        |
| 2021 | NRJ音乐奖                      | 《Peaches》                       | 年度国际歌曲         | 提名         |        |
| 2022 | 美国作曲家、作家和发行商协会奖 | 《Peaches》                       | 获奖词曲作家和出版商 | 獲獎         |        |

## 巡回演唱会
领衔
- Freudian, a World Tour (2017–2018)[54][55]
- Case Study 01: Tour (2019)
- Almost Enough: The Intimate Sessions (2023)[56]
- Superpowers World Tour (2023)[57]